# Lotario Udo II de la Marca del Norte
Lotario Udo II (h. 1025-1082) fue margrave de la Marca del Norte desde 1057 hasta su muerte y también conde de Stade (como Lotario Udo III). Fue el hijo único de Lotario Udo I de los Udónidas y Adelaida de Rheinfelden.

## Biografía
La base de poder de su familia estaba alrededor de Harsefeld y Stade, pero a través de matrimonios ventajosos, tuvieron el control de casi todo el tercio oriental del ducado de Sajonia en tierras y derechos.
En 1044, Guillermo se convirtió en margrave de la Marca del Norte. En 1056, los sajones fueron derrotados por los luticios en la batalla de Pritzlawa (Havelmündung), y Guillermo fue asesinado. El emperador Enrique III y Lotario Udo I murió ese mismo año. Lotario Udo II consiguió una posición muy fuerte y se convirtió en margrave al año siguiente.
Lotario inicialmente se colocó frente a la familia Billung y Adalberto de Bremen. Adalberto había conseguido gran influencia sobre el joven rey Enrique IV y pretendía extender la influencia de la archidiócesis de Hamburgo-Bremen sobre diversos pequeños condados de Sajonia, especialmente entre el Elba y el Weser para evangelizar mejor a los eslavos. En 1063, Adalberto se anexionó Stade de Lotario. Originariamente había apoyado a Lotario como contrapeso a la influencia de los Billung en Sajonia, pero pronto estalló un conflicto militar entre los udónidas y los billungos.
Después de que Enrique IV llegara a la mayoría de edad en 1065, Lotario recuperó sus territorios perdidos de los Billung y Adalberto, quienes sufrieron un serio contratiempo (1066). En 1068, Lotario recibió la Marca de Zeitz. En aquel año, él y Enrique atacaron a los luticios a lo largo del Elba, pero en 1069 suspendieron la expedición al haber fracasado.
En 1071, Lotario se vio implicado en la conspiración de Bardowiek. En 1073, estaba del lado del rey, pero la política de Adalberto y su sucesor Liemaro le enemistó de nuevo con el partido real. En 1075, luchó a las órdenes de Otón de Nordheim en la batalla de Langensalza contra el rey, en la que resultaron derrotados. Lotario inmediatamente hizo las paces con el rey para lograr la libertad de su hijo rehén. El resto de los nobles sajones pasaron por largas negociaciones.
A Lotario lo sucedió su hijo Enrique en 1082. Su viuda fue Oda (nacida h. 1050), hija de Riquilda (hija de Otón II de Suabia) y Germán III, conde de Werl.

## Matrimonio y descendencia
Lotario Udo se casó con Oda de Werl, hija de Germán III, conde de Werl, y su esposa Riquilda. Fueron sus hijos:
- Enrique I el Largo, margrave de la Marca del Norte y conde de Stade (como Enrique III) (h. 1065–27 de junio de 1087), casado con Eufrasia de Kiev
- Lotario Udo III, margrave y conde de Stade (Como Lotario Udo IV) (h. 1070–2 de junio de 1106)
- Rodolfo I, margrave y conde de Stade (m. 7 de diciembre de 1124), se casó con Ricardis,[1] hija de Germán, conde de Sponheim-Lavanttal (m. 22 de julio de 1118), desde 1080 burgrave de Magdeburgo, hermano del arzobispo Hartwig de Magdeburgo.
- Sigfrido (m. h. 1111), rector en Magdeburgo
- Adelaida (h. 1065-18 de octubre de 1110), se casó (1) con Federico III, conde de Goseck (h. 1065–5 de febrero de 1085), también conde de Putelendorf y como Federico III también conde palatino de Sajonia, y (2) con el conde Luis de Schauenburg (cerca de Friedrichroda, Turingia; 1042–1123) también conde de Turingia.

Cuando murió, a Lotario Udo le sucedió como margrave y conde su hijo Enrique.